# Sesklo
Sesklo (grško Σέσκλο, vlaško Seshklu) je vas v Grčiji, blizu mesta Volos, mesta v občini Ajzonija. Občina je v regionalni enoti Magnezija, ki je v upravnem območju regije Tesalija. V prazgodovini jugovzhodne Evrope je bilo Sesklo pomembno naselje neolitske Grčije pred prihodom bronaste dobe in tisočletja pred mikenskim obdobjem.

## Kultura Sesklo
Prva evropska neolitska kultura se imenuje po naselju Sesklo v Tesaliji in delu Makedonije. Neolitska naselbina je bila odkrita leta 1800. Prvi je izkopaval grški arheolog Hristos Tsuntas. Najstarejši raziskani deli postavljajo razvoj civilizacije že okoli 7510–6190 pred našim štetjem, znane kot protoseskljanska in predseskljanska. Kažejo napredno kmetijstvo in zelo zgodnjo uporabo lončarstva, po starosti so bili tekmeci z lončarstvom na Bližnjem vzhodu. Razpoložljivi podatki kažejo, da so v Argisi udomačili govedo že okoli 6300 pred našim štetjem v predlončarskem neolitiku.
V nekeramični ravni so našli delce kosti udomačenega goveda. Najstarejše najdišče na Bližnjem vzhodu je v Çatal Höyüku VI. sloj, datiran okoli 5750 pred našim štetjem, pa tudi XII. sloj, okoli 6100 pred našim štetjem. Neolitska naselbina je na vrhuncu obdobja okoli 5000 pred našim štetjem pokrivala površino okoli 20 hektarjev in jo je sestavljajo približno 500 do 800 hiš z morda do 5000 ljudmi.
|                                | okoli 5000 pr. n. št. | 1981 | 1991 | 2001 | 2011 |
| Zgodovinska naseljenost Seskla | 1000–5000             | 781  | 857  | 906  | 970  |

Kultura Sesklo je gradila svoje vasi na pobočjih v bližini rodovitnih dolin, na katerih sta rasla pšenica in ječmen ter so se pasle črede predvsem ovc in koz, čeprav so imeli tudi govedo, prašiče in pse. Njihove hiše so bile majhne, imele so en ali dva prostora, v zgodnjem obdobju so bile zgrajene iz lesa ali nežgane opeke.
Gradbena tehnika je pozneje postala homogenejša in vse hiše so bile zgrajene z opeko, posušeno na soncu in kamnitimi temelji. Imeli so prve hiše z dvema nadstropjema, tudi načrtovali so gradnjo. Na nižji stopnji prvotnega Seskla manjka keramika, toda kmalu so razvili zelo fino lakirano glino, ki so jo okrasili z geometrijskimi poslikavami v rdeči ali rjavi barvi. V tem obdobju so se pojavile tudi nove vrste keramike.
Po teoriji vpadov je kultura Sesklo trajala več kot eno polno tisočletje do okoli 5000 pred našim štetjem, ko so jo nasilno zasedli ljudje kulture Dimini. Slednja se po tej teoriji razlikuje od tiste, ki so jo našli v Sesklu. Profesor Lyritzis ponuja drugačno zgodbo, ki se nanaša na končno usodo Sesklovcev. Skupaj z R. Gallowayem je primerjal keramični material obeh, Seskla in Diminija, z uporabo metode termoluminescenčnega datiranja. Odkril je, da so se prebivalci naselja v Diminiju pojavili okoli 4800 pred našim štetjem, štiri stoletja pred padcem kulture Sesklo okoli 4400 pred našim štetjem.
Na koncu kulture Sesklo je bilo razvito okraševanje z motivi plamena. Lončarstvo tega klasičnega sesklovskega sloga je bilo uporabljeno tudi v zahodni Makedoniji in Srbiji. Ko so raziskovali, ali bi ti naseljenci lahko bili iz Azije, so našli veliko podobnosti med redko maloazijsko keramiko in zgodnjo grško neolitsko lončenino, vendar pa so take podobnosti med vsemi zgodnjimi lončarji iz bližnjih vzhodnih regij. Oblike niso tako zelo drugačne, a so posode iz Azije manjše in globlje kot pri njihovih solunskih sodobnikih. Plitve, rahlo odprte sklede so značilne za kulturo Sesklo in manjkajo v anatolskih naseljih.
Okrogla podlaga je bila v Anatoliji skoraj neznana, namesto tega so delali ravne in ravno izbočene podlage. Videz posod je drugačen. Zgodnje figurice so tudi povsem drugačne. Zelo redka lončenina iz XII. in XI. sloja v Çatalhöyüku je zelo podobna po obliki grobi lončenini iz zgodnjega neolitika I iz Seskla, ampak je sestavina precej drugačna, ima delno rastlinsko mešanico, ta keramika je sočasna, ni predhodnica bolje narejene iz solunskega materiala. Na splošno artefakti kažejo precej neodvisen in samosvoj razvoj grških neolitskih naselij. Kaže tudi, da je bila udomačitev goveda domorodna.
Pomembna značilnost te kulture je številčnost kipcev žensk, pogosto nosečnic, verjetno je to povezano s prazgodovinskim kultom rodovitnosti. To obilje skulptur je značilno po vsem Balkanu in za večino civilizacij ob Donavi v mnogih tisočletjih, čeprav jih ni mogoče obravnavati izključno na tem območju. Arheologinja Marija Gimbutas celo omenja groteskno masko kulture Sesklo. Kultura Sesklo je ključnega pomena pri širitvi mlajše kamene dobe v Evropi. Datiranja in raziskave kažejo, da je vplivala na obe kulturi, Karanovo in Koroš, za kateri se zdi, da izvirata od tukaj in sta posledično pomembni za donavske civilizacije. Lyritzis ugotavlja, da so Sesklovci in Diminijanci nekaj časa živeli skupaj.
- Enobarvne sklede iz Seskla. Obdobje zgodnjega neolitika (6500-5800 pr. n. št.). Arheološki muzej Atene
- Ženski trup z rokami na prsih, mala terakota, kultura Sesklo, neolitik, 6.–5. tisočletje pr. n. št.
- Ženska figurica, marmor, Tesalija, 5300–3300 pr. n. št.
- Ženska figurica ženske z dojenčkom, Sesklo, neolitik, 4800–4500 pr. n. št.
- Sesklo kultura